# Klosterbrauerei Kemnath
Die Klosterbrauerei Kemnath ist eine Bierbrauerei in der oberpfälzischen Stadt Kemnath (Landkreis Tirschenreuth). Die Brauerei hatte 2008 eine Jahresproduktion von 5000 Hektolitern.

## Geschichte
Mit Gründung des Franziskanerklosters Kemnath brauten die Mönche für den Eigenbedarf ihr eigenes Bier. Nach der Säkularisation 1802 wurde die Tradition privatwirtschaftlich fortgeführt.

## Biere
Die Produktpalette der Brauerei umfasst u. a. die Biersorten:
- Das Echte Bernstein
- Kloster Weisse
- Zoigl
- Wiesenfest (saisonal)

Abgefüllt wird in NRW-Bierflaschen mit Kronkorken-Verschluss.

## Speinsharter Klosterbier
Im Auftrag des Klosters Speinshart wird das Speinsharter Klosterbier hergestellt.